# Женская сборная Дании по баскетболу 3×3
Женская сборная Дании по баскетболу 3×3 представляет Данию на международных соревнованиях по баскетболу 3×3. Управляющим органом является Датская баскетбольная ассоциация (дат. Danmarks Basketball-Forbund).
По состоянию на 24 сентября 2024, женская сборная Дании по баскетболу 3×3 занимает 123-е место в мировом рейтинге ФИБА женских сборных по баскетболу 3×3.

## Результаты выступлений
| Турнир                             | Золото | Серебро | Бронза | Всего |
| ---------------------------------- | ------ | ------- | ------ | ----- |
| Чемпионат Европы по баскетболу 3×3 | —      | —       | —      | —     |
| Итого                              | —      | —       | —      | —     |

### Чемпионат Европы по баскетболу 3x3
| Год           | Место          | Игры           | Победы         | Поражения      | Состав команды                                                    |
| ------------- | -------------- | -------------- | -------------- | -------------- | ----------------------------------------------------------------- |
| 2014—2018     | не участвовали | не участвовали | не участвовали | не участвовали | не участвовали                                                    |
| Дебрецен 2019 | 9              | 2              | 1              | 1              | Emilie Hesseldal, Maria Jespersen, Sara Pedersen, Ida Tryggedsson |
| 2021—н. в.    | не участвовали | не участвовали | не участвовали | не участвовали | не участвовали                                                    |